# 多普勒环形山
多普勒环形山（Doppler）是月球背面南半球一座大型撞击坑，约形成于早雨海世，其名称取自奥地利数学家及物理学家克里斯蒂安·多普勒（1803年–1853年），
1970年被国际天文联合会正式批准接受。

## 描述

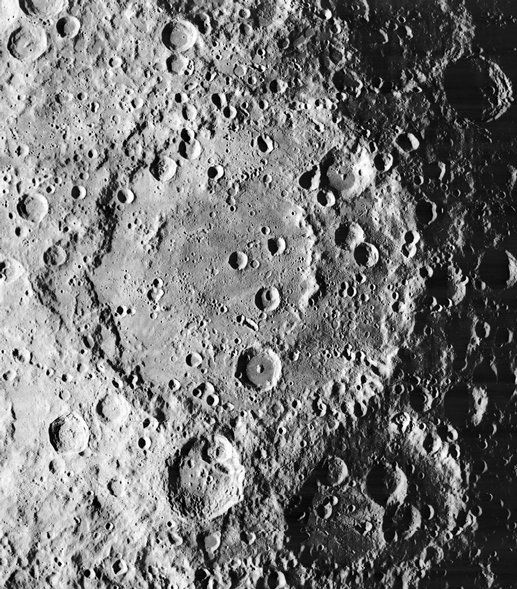
科罗廖夫环形山（图中）和多普勒环形山（图中下方）月球轨道器1号拍摄。

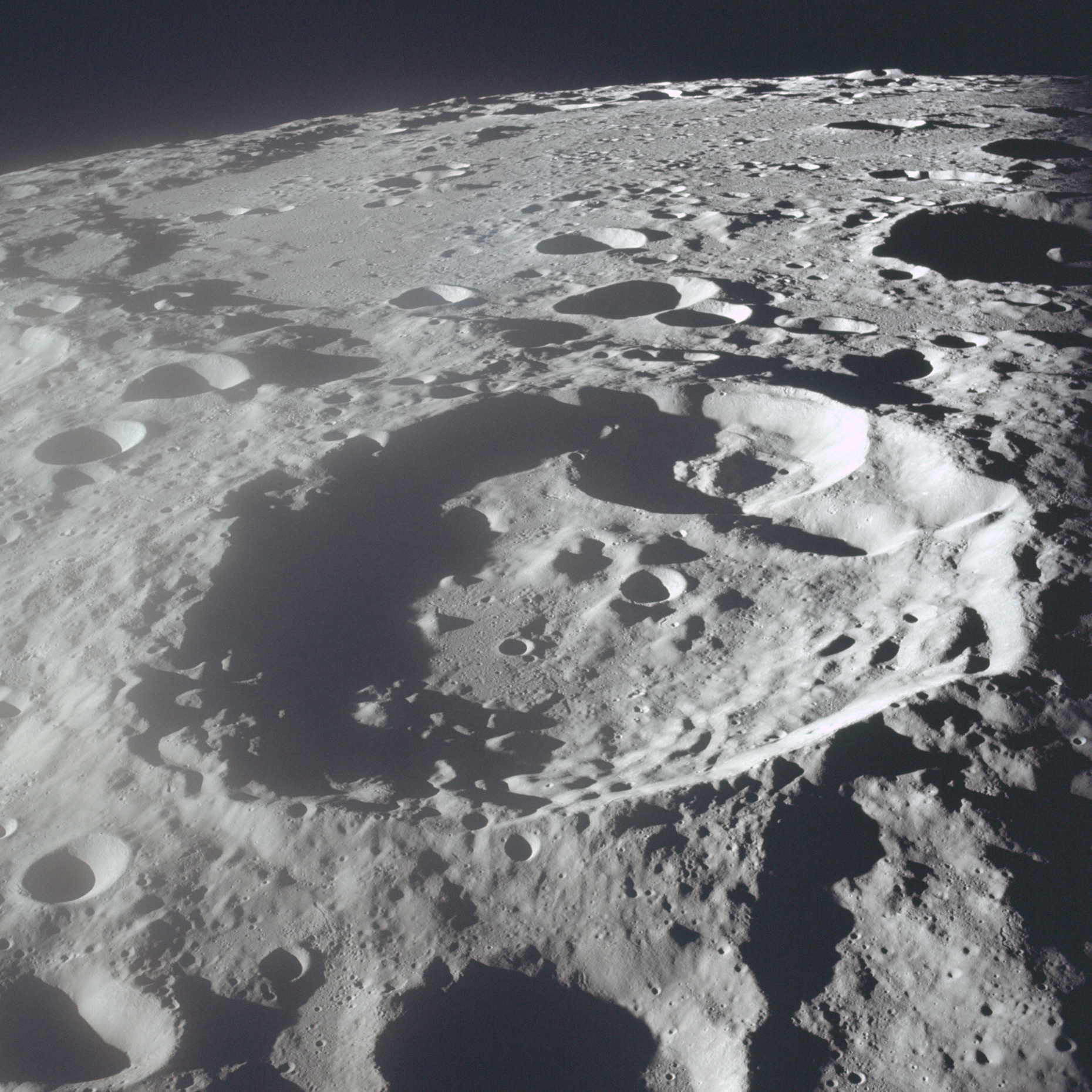
阿波罗17号拍摄的多普勒环形山斜视图，上方为科罗廖夫环形山，美国宇航局图片。

该陨坑位于巨大的环壁平原-科罗廖夫环形山南侧，西北偏西紧邻克鲁克斯陨石坑；东南偏东坐落着伽罗瓦环形山；
沃尔辛环形山和莫霍洛维奇环形山分别位于它的东南和西南。该陨坑中心月面坐标为12°35′S 159°50′W / 12.58°S 159.84°W，直径101.8公里，深度2.9公里。
多普勒环形山呈多边形状且受损明显，坑壁平缓，环边缘内外布满众多大小不一的撞击坑，一道峡谷从南到北纵贯整个东侧壁，陨坑破损的外壁显示有一些阶地结构的痕迹。环形山坑壁平均高出周边地形1540米，内部容积12400公里³。坑内地表崎岖而不规则，中心偏北坐落着一群中央山丘，东北部卫星坑多普勒 B附靠在它的北侧内壁上；一座已损毁的小陨坑在多普勒 B的南面形成一条向东南方延伸的宽阔山谷。

## 卫星陨石坑
按惯例，最靠近多普勒环形山的卫星坑在月图上以字母标注在该坑中心点的旁边。
| 多普勒 | 纬度    | 经度     | 直径    |
| ------ | ------- | -------- | ------- |
| B      | 11.8° S | 159.4° W | 37 公里 |
| M      | 15.4° S | 160.0° W | 25 公里 |
| N      | 16.9° S | 160.5° E | 17 公里 |
| W      | 11.0° S | 161.7° W | 15 公里 |
| X      | 10.3° S | 161.3° W | 18 公里 |

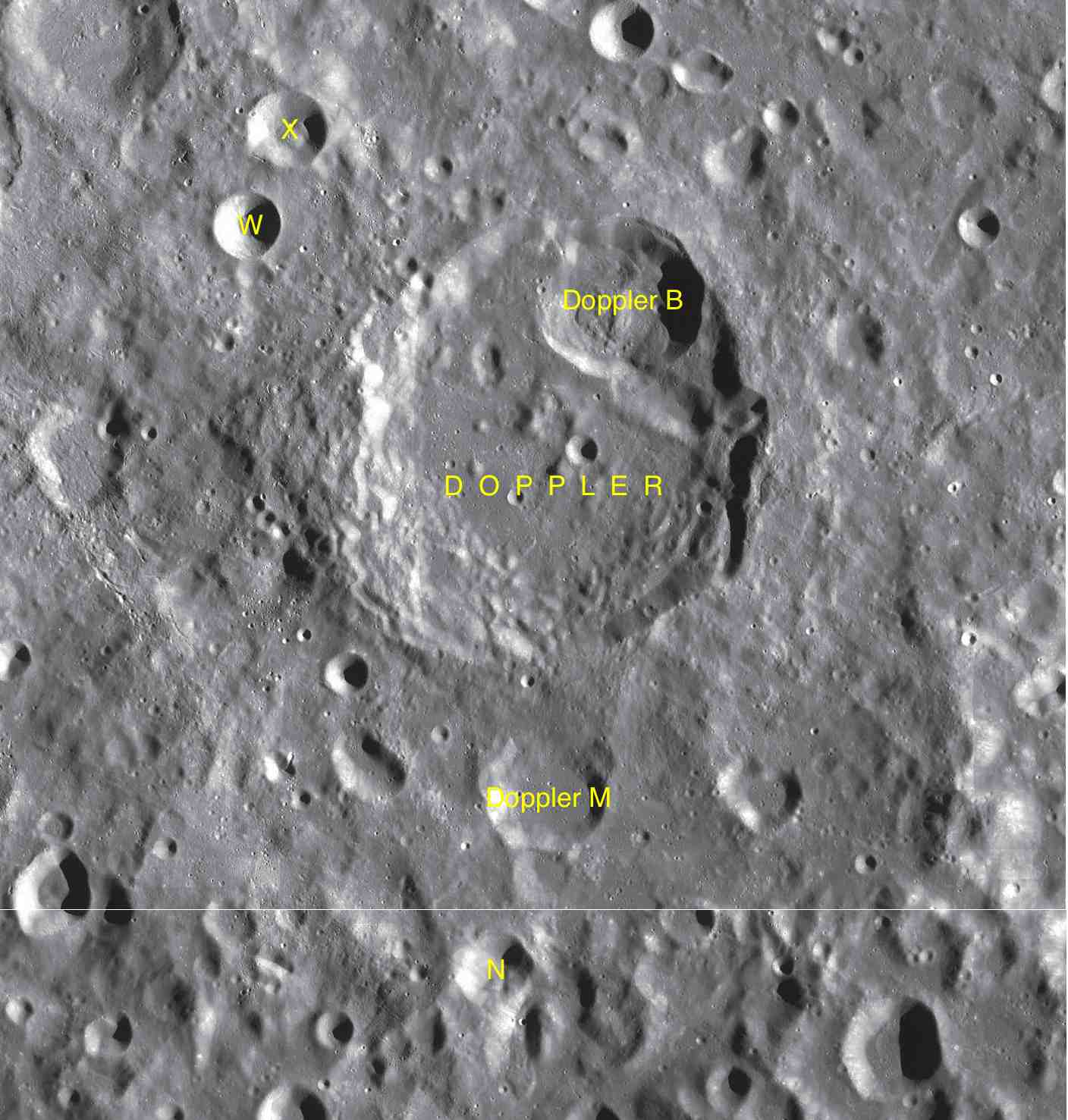
LAC-87和LAC-105拼接图

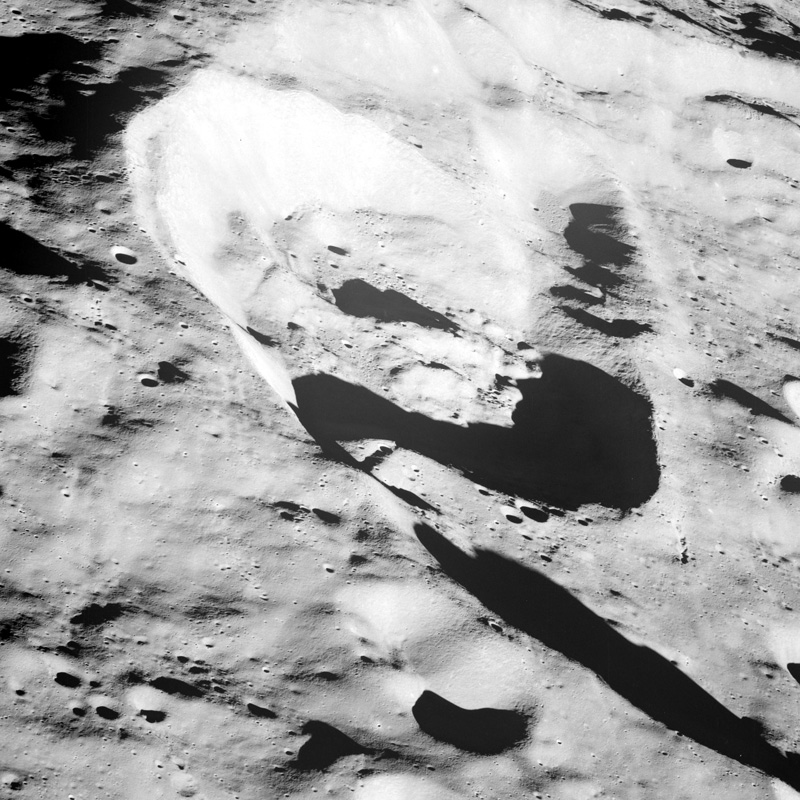
阿波罗8号拍摄的卫星坑多普勒 B斜视图，美国宇航局图片。

- 卫星坑多普勒 B约形成于爱拉托逊纪[1]。